# Bjarne Bender Mortensen
Bjarne Bender Mortensen (født 8. april 1965 i København) er en tidligere dansk atlet.
Bender Mortensen var medlem af Glostrup IC (1978-1981), Københavns IF (1982-1985), Strands IF Hudiksvall (Sverige) (1984-1985) og Odense Freja (1986-1988). Han vandt det danske mesterskab i trespring indendørs 1983 og er dermed en af de yngste mandlige danske atletikmestre gennem tiderne. Han var tidligere sportsdanser og har også spillet volleyball og basketball på divisions niveau.
Bender Mortensen er uddannet folkeskolelærer fra Odense Seminarium (1988-1992) og videreuddannet i idræt og pædagogik på blandt andet Idrottshögskolan, Karolinska Institutet og Lärarhögskolan i Stockholm. Han bor i Södertälje. I 1990'erne arbejde han blandt andet som atletiktræner og uddannede andre atletiktrænere. Han blev svensk statsborger i 1996.
Bjarne Bender Mortensen havde en mindre rolle i Stefan Henszelmans afgangsfilm fra Den Danske Filmskole i København, den ordløse novellefilm "Try To Remember" (1984), men er ikke relateret med skuespilleren Claus Bender Mortensen som havde hovedrollen i samme filminstruktørs "Venner for altid".